# Ana Guzmán
Ana Maria Guzmán Zapata (* 11. Juni 2005 in Mistrató) ist eine kolumbianische Fußballspielerin.

## Karriere

### Vereine
Guzmán Zapata begann im Alter von sechs Jahren beim Club Sueños Dorados de Mistrato mit dem Fußballspielen. Für den Verein aus ihrem Geburtsort in der gleichnamigen Gemeinde im Departamento Risaralda spielte sie fünf Jahre lang.
Von 2016 bis 2022 war sie in Dosquebradas Spielerin des Club Atlético Dosquebradas, ebenfalls im Departamento de Risaralda beheimatet. Anschließend wechselte sie in die Schwesternstadt Pereira, auf der westlichen Seite des Rio Otun gelegen, zu Deportivo Pereira, bei dem sie ihren ersten Profivertrag erhielt und 21 Punktspiele (Apertura und Finalrunde) in der Liga Femenina, der höchsten Spielklasse im kolumbianischen Frauenfußball, bestritt.
Am 19. September 2023 gab der FC Bayern München auf seiner Website die Verpflichtung der Spielerin bekannt, die ab der Rückrunde der Saison 2023/24 spielberechtigt ist und einen bis zum 30. Juni 2027 datierten Vertrag erhielt. Ihr Bundesligadebüt gab sie am 17. November 2024 (10. Spieltag) beim 5:0-Sieg im Heimspiel gegen den FC Carl Zeiss Jena mit Einwechslung in der 83. Minute für Linda Dallmann.
Der Utah Royals FC hat sich mit dem FC Bayern München auf eine einjährige Leihgabe von Verteidigerin Ana María Guzmán für die National-Women’s-Soccer-League-Spielzeit 2025 geeinigt. Dieses Leihgeschäft wurde aufgrund einer fast einjährigen Verletzungspause von der Vereinsführung als notwendig erachtet, um damit die benötigte Spielpraxis auf hohem Niveau und die Entwicklung der Spielerin weiter voranzutreiben. Am 22. Juli 2025 wurde ein zweites Leihgeschäft mit dem brasilianischen Erstligisten Palmeiras São Paulo vereinbart, für den Guzmán bis zum 30. Juni 2026 spielen wird.

### Nationalmannschaft
Guzmán Zapata nahm mit der U17-Nationalmannschaft an der vom 11. bis 30. Oktober 2022 in Indien ausgetragenen Weltmeisterschaft teil. Dort kam sie in allen sechs Spielen mit kolumbianischer Beteiligung zum Einsatz, darunter auch das mit 0:1 gegen Spanien verlorene Finale.
Zuvor hatte sie bereits mit der U-20-Auswahl an der vom 10. bis zum 28. August 2022 in Costa Rica ausgetragenen Weltmeisterschaft teilgenommen. Auch hier war sie sowohl in allen drei Gruppenspielen sowie dem am 20. August 2022 in San José mit 0:1 verlorenen Viertelfinale gegen Brasilien eingesetzt worden.
Ihr Debüt als A-Nationalspielerin gab sie am 18. Februar 2023 im Turnier um den „Women’s Revelations Cup“; beim 1:0-Sieg über die Nationalmannschaft Nigerias wurde sie in der dritten Minute der Nachspielzeit für Torschützin Linda Caicedo eingewechselt. Bei der Weltmeisterschaft 2023, bei der Kolumbien das Viertelfinale erreichte, wurde sie in beiden K.-o.-Spielen eingesetzt.

## Erfolge
- Finalist U17-Weltmeisterschaft 2022
- Deutscher Meister 2024 (mit dem FC Bayern München; ohne Einsatz), 2025
- DFB-Supercup-Sieger 2024 (mit dem FC Bayern München; ohne Einsatz)